# Стратегічне командування США
Стратегі́чне кома́ндування США (англ. United States Strategic Command) (USSTRATCOM або STRATCOM) — вище об'єднання видів Збройних сил США, яке було створене в 1992 році на базі Стратегічного Авіаційного Командування і є одним з десяти подібних структур у складі міністерства оборони США.
Стратегічне Командування відповідає за підготовку та проведення операцій у космосі, інформаційних операцій, протиракетну оборону, глобальну систему командування, контролю, розвідки й спостереження, оперативне розгортання та бойове застосування зброї масового ураження.
Штаб-квартира командування розташована на базі ВПС США Оффут, Небраска.

## Командувачі
|      | Прізвище                        | Фото | Вид ЗС                 | Початок           | Завершення        |
| ---- | ------------------------------- | ---- | ---------------------- | ----------------- | ----------------- |
| 1.   | генерал Джордж Батлер           |      | Повітряні сили         | 1992              | 1994              |
| 2.   | адмірал Генрі Чайлз             |      | ВМС                    | 1994              | 1996              |
| 3.   | генерал Юджін Габігер           |      | Повітряні сили         | 1996              | 1998              |
| 4.   | адмірал Річард Майз             |      | Армія                  | 1998              | 2002              |
| 5.   | адмірал Джеймс Елліс            |      | Армія                  | 2002              | 2004              |
| 6.   | генерал Джеймс Картрайт         |      | Корпус морської піхоти | 2004              | 2007              |
| ТВО. | генерал-лейтенант Роберт Кеглер |      | Повітряні сили         | 4 серпня 2007     | 17 жовтня 2007    |
| 7.   | генерал Кевін Чілтон            |      | Повітряні сили         | 2007              | 2011              |
| 8.   | генерал Роберт Кеглер           |      | Повітряні сили         | 2011              | 2013              |
| 9.   | адмірал Сесіл Гейні             |      | ВМС                    | 15 листопада 2013 | 3 листопада 2016  |
| 10.  | генерал Джон Гайтен             |      | Повітряні сили         | 3 листопада 2016  | 18 листопада 2019 |
| 11.  | адмірал Чарльз Річард           |      | ВМС                    | 18 листопада 2019 | у посаді          |